# アンソニー・バス
- アンソニー・バース

アンソニー・エドワード・バス（Anthony Edward Bass、1987年11月1日 - ）は、アメリカ合衆国ミシガン州ウェイン郡トレントン出身のプロ野球選手（投手）。右投右打。愛称はT-フィッシュ（T-Fish）。
NPBでの登録名はアンソニー・バース。本来の発音は伸ばさない「バス」だが、同じく登録名を「バース」にして日本で成功した、同姓のランディ・バースにあやかってこの登録名にされた。

## 経歴

### プロ入りとパドレス時代

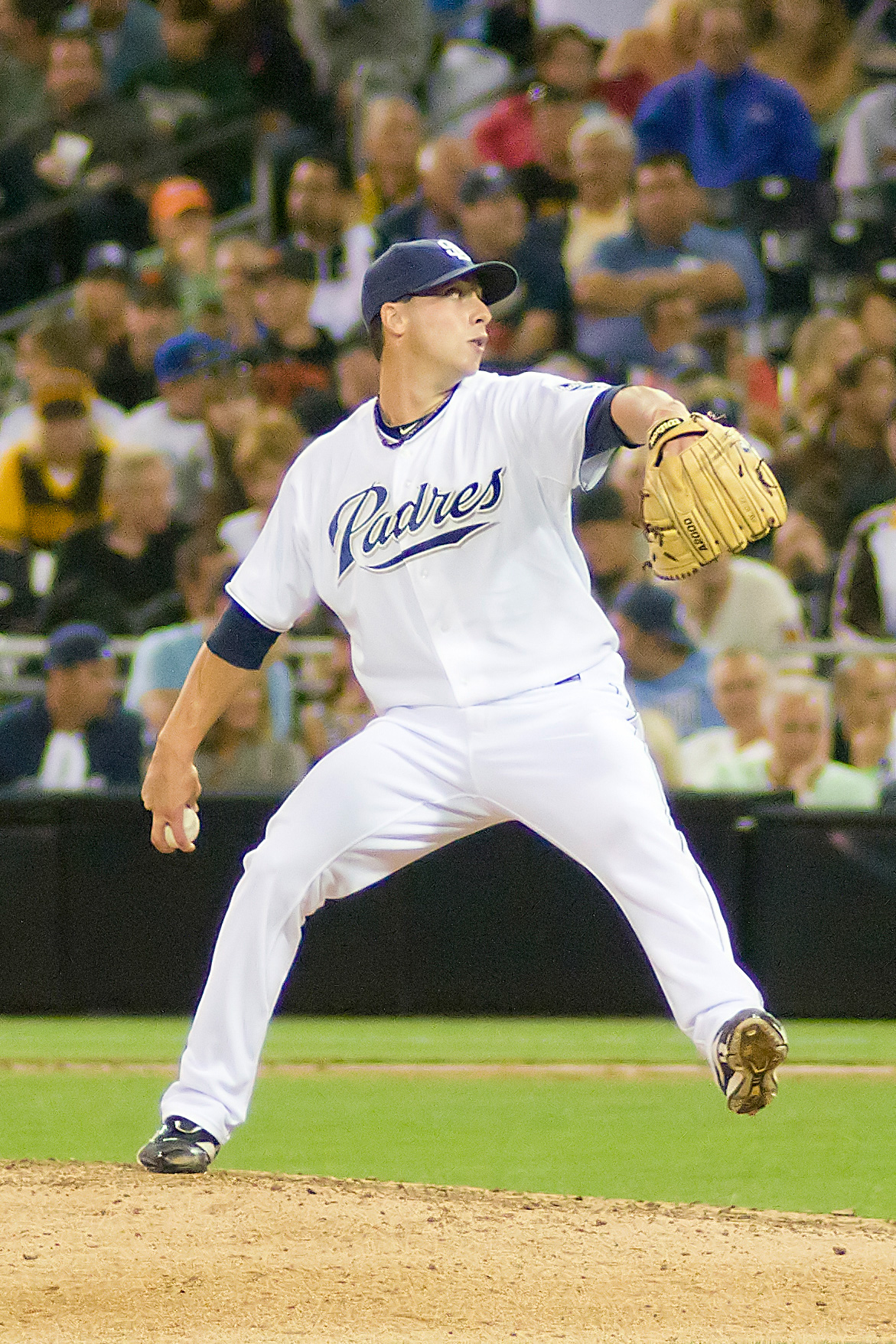
サンディエゴ・パドレス時代
（2011年7月15日）

2008年のMLBドラフト5巡目（全体165位）でサンディエゴ・パドレスから指名され、プロ入り。
2011年6月13日のコロラド・ロッキーズ戦で先発し、メジャーデビューを果たした。
2012年は先発ローテーションに入り、6月20日のテキサス・レンジャーズ戦でダルビッシュ有から2点適時打を放つなど打撃でも活躍したが、その試合を最後に肩を痛めて約2ヶ月半離脱した。

### アストロズ時代

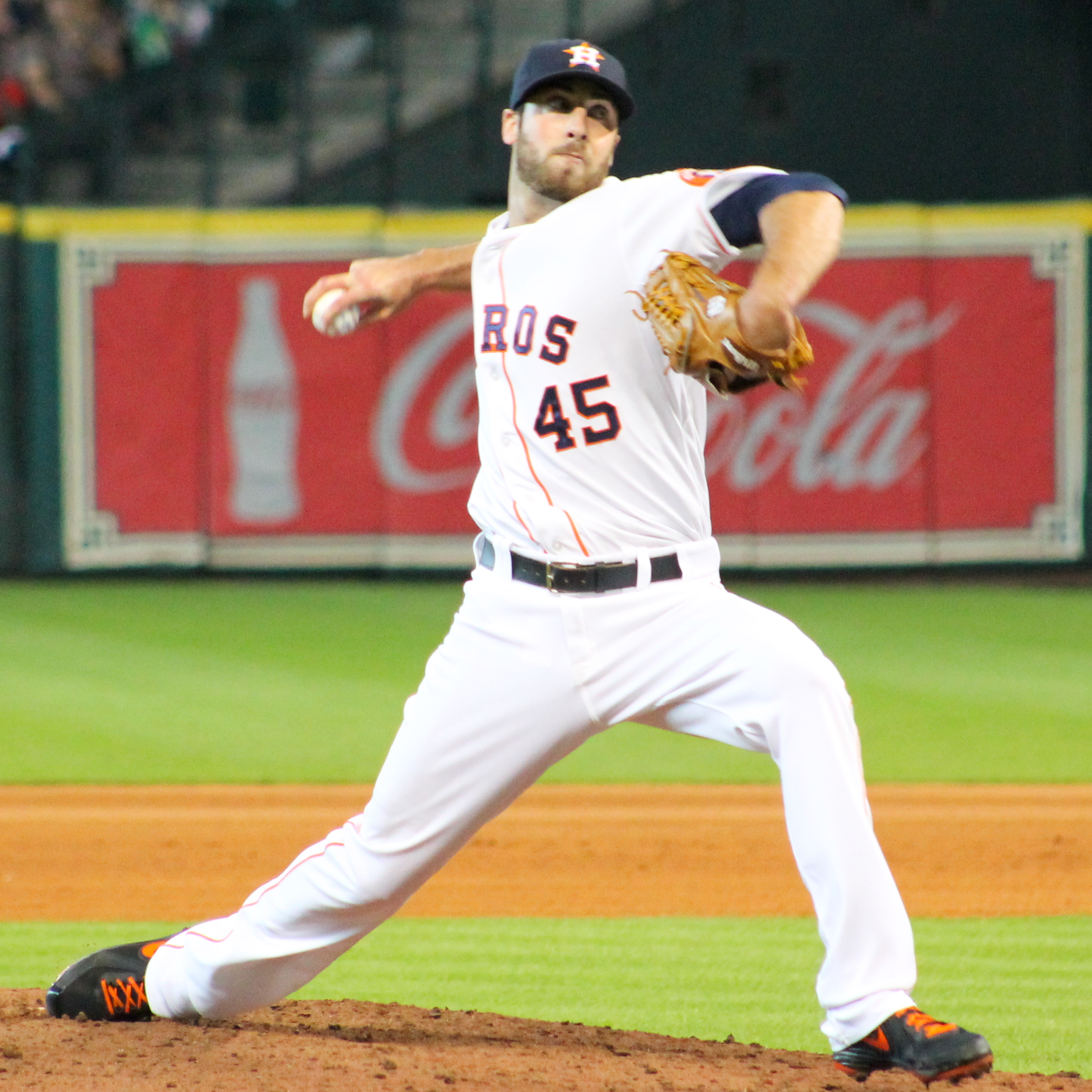
ヒューストン・アストロズ時代
(2014年7月2日)

2013年12月11日に金銭トレードで、ヒューストン・アストロズへ移籍した。交換要員は後日発表となり、パトリック・シュスターに決定した。
2014年11月20日に40人枠外となり、12月6日にFAとなった。

### レンジャーズ時代
2014年12月11日にレンジャーズとマイナー契約を結んだ。
2015年4月5日にメジャー契約を結び、開幕をメジャーで迎える事となった。この年は自己最多の33試合に登板、通算100試合登板を達成した。投球内容は、2年ぶりに0勝に終わったが、防御率を3年ぶりの5.00未満となる4.50まで引き下げた。WHIPも、同様に3年ぶりの1.40未満となる1.34とした。

### 日本ハム時代
2015年11月16日にトム・ウィルヘルムセン、ジェームズ・ジョーンズ、後日発表のパトリック・キブルハンとのトレードで、レオネス・マーティンと共にシアトル・マリナーズへ移籍したが、2016年1月7日に自由契約となった。その翌日の1月8日に北海道日本ハムファイターズと契約合意に至ったことが発表された。背番号は52。
開幕一軍入りを果たし、3月30日の対オリックス・バファローズ戦で初登板初先発（3回途中5失点で敗戦投手）。3・4月こそ5試合に先発して1勝4敗、防御率も5点台と振るわなかったが、5月半ばにリリーフに配置転換されてからは安定した投球を見せるようになり、以降は谷間の先発、ロングリリーフ、セットアッパーと役割を選ばないユーティリティ性で重宝された。シーズン終了まで一度も一軍から離脱せず、37試合に登板（うち14試合は先発）して8勝（8敗）6ホールドを記録し、日本ハムの優勝に貢献した。広島東洋カープと対戦した日本シリーズでは、5試合にリリーフ登板して3勝を挙げ、防御率も0.00。日本シリーズで同一選手が3勝以上を挙げたのは1964年のジョー・スタンカ以来52年ぶり9人目で、すべて救援で記録したのは史上初だった。更に第6戦では打席にも立ちリードを広げる適時安打を放つおまけ付きであった。オフの11月15日に退団することが発表され、12月2日、自由契約公示された。

### レンジャーズ復帰
2017年2月11日に古巣のレンジャーズとマイナー契約を結び、同年のスプリングトレーニングに招待選手として参加することになった。レギュラーシーズンの開幕はAAA級ラウンドロック・エクスプレスで迎えたが、4月20日に昇格して2015年以来となるMLB復帰を果たした。8月31日にミゲル・ゴンザレスの加入に伴ってDFAとなり、9月3日にマイナー契約に切り替わった。

### カブス時代
2017年12月20日にシカゴ・カブスとマイナー契約を結んだ。
2018年の開幕は傘下のAAA級アイオワ・カブスで迎え、6月11日にメジャー契約を結んでアクティブ・ロースター入りした。8月12日に40人外枠となった（AAA級アイオワに所属）。オフに自由契約となった。

### レッズ傘下時代
2018年12月26日にシンシナティ・レッズとマイナー契約を結んだ。
2019年開幕前の3月25日に一旦自由契約となるが、28日にマイナー契約で再契約した。開幕から傘下のAAA級ルイビル・バッツでプレーしていたが、5月21日に自ら選んで契約を途中で放棄する「オプトアウト」を行使した。

### マリナーズ時代
2019年5月21日にシアトル・マリナーズとメジャー契約を結んだ。

### ブルージェイズ時代

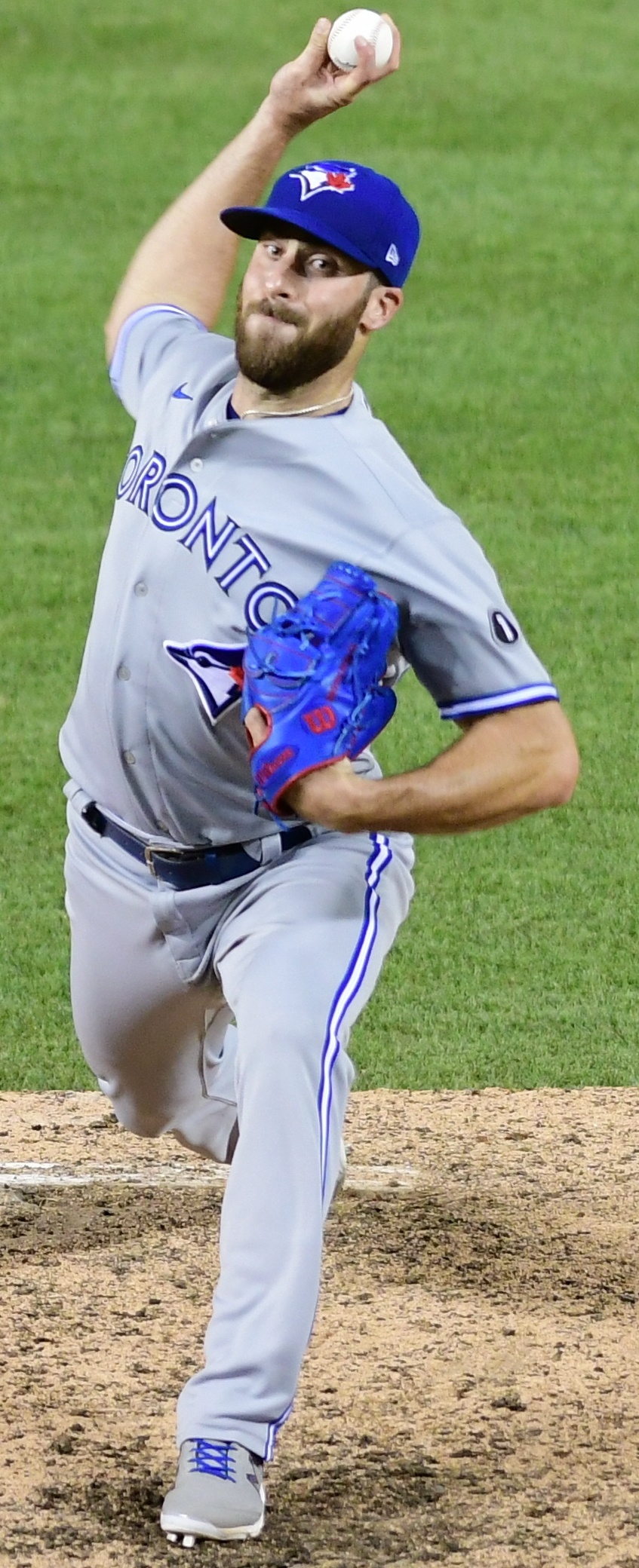
トロント・ブルージェイズ時代
(2020年7月27日)

2019年10月29日にウェイバー公示を経てトロント・ブルージェイズへ移籍した。
2020年はCOVID-19の影響で60試合の短縮シーズンとなる。抑えのケン・ジャイルズがトミー・ジョン手術で離脱後は抑えに抜擢され、ラファエル・ドリスと共に勝ちパターンで起用され活躍。オフの10月28日にFAとなった。

### マーリンズ時代
2021年1月28日にマイアミ・マーリンズと2年総額500万ドルの契約を結んだ。自身初となる複数年契約だった。

### ブルージェイズ復帰
2022年8月2日にジョーダン・グロシャンズとのトレードで、ザック・ポップと共に古巣のブルージェイズへ移籍した。
2023年6月9日に後述の理由でプライドウィーケンドを前にしてDFAとなった(詳細)。6月15日にFAとなった。

## 投球スタイル
MLBでは主にリリーバーとして、最速99.7mph（約160.5km/h）NPBでの最速155km/h・平均球速93mph（約149km/h）の速球系（フォーシーム、カットボール、ツーシーム）と、平均85mph（約137km/h）のスライダー、平均84mph（約135km/h）のチェンジアップを使用していた。Pitch f/x上では2015年に130km/h前後のカーブを2球投げている。

投球の割合は、フォーシームを基本とした速球系が約6割、スライダーが約3割、チェンジアップが約1割を占めている。MLBでの通算奪三振率が6.05と低く、主にゴロで打ち取る投球スタイル。スライダーの空振り率は2013年以前は20%前後と高かったが、2014年以降は14%前後に落ちている。

## 人物
2023年4月17日に家族でユナイテッド航空に搭乗した際、客室乗務員から自身の幼児が散らかした後始末を妊婦の妻に強いたことを自身のツイッターにてクレームを行い、物議を醸した。5月29日には自身のインスタグラムで反LGBTの一環としてアンハイザー・ブッシュへの不買運動の投稿をシェアし炎上。5月30日に謝罪した。6月9日に成績が主な要因としているが、プライドウィーケンドを前にしてDFAとなった。尚、同日のプライドウィーケンドでの始球式ではバスが捕手を務める予定だったが、チームメイトのケビン・ゴーズマンとLGBTを支持しているゴーズマンの妻が務めた。

## 詳細情報

### 年度別投手成績
| 年 度     | 球 団     | 登 板 | 先 発 | 完 投 | 完 封 | 無 四 球 | 勝 利 | 敗 戦 | セ 丨 ブ | ホ 丨 ル ド | 勝 率 | 打 者 | 投 球 回 | 被 安 打 | 被 本 塁 打 | 与 四 球 | 敬 遠 | 与 死 球 | 奪 三 振 | 暴 投 | ボ 丨 ク | 失 点 | 自 責 点 | 防 御 率 | W H I P |
| --------- | --------- | ----- | ----- | ----- | ----- | -------- | ----- | ----- | -------- | ----------- | ----- | ----- | -------- | -------- | ----------- | -------- | ----- | -------- | -------- | ----- | -------- | ----- | -------- | -------- | ------- |
| 2011      | SD        | 27    | 3     | 0     | 0     | 0        | 2     | 0     | 0        | 4           | 1.000 | 198   | 48.1     | 41       | 3           | 21       | 1     | 1        | 24       | 1     | 0        | 9     | 9        | 1.68     | 1.28    |
| 2012      | SD        | 24    | 15    | 1     | 0     | 1        | 2     | 8     | 1        | 1           | .200  | 411   | 97.0     | 89       | 10          | 39       | 3     | 1        | 80       | 5     | 1        | 59    | 51       | 4.73     | 1.32    |
| 2013      | SD        | 24    | 0     | 0     | 0     | 0        | 0     | 0     | 0        | 0           | ----  | 193   | 42.0     | 51       | 4           | 20       | 4     | 0        | 31       | 5     | 0        | 26    | 25       | 5.36     | 1.69    |
| 2014      | HOU       | 21    | 0     | 0     | 0     | 0        | 1     | 1     | 2        | 4           | .500  | 119   | 27.0     | 32       | 6           | 7        | 1     | 2        | 7        | 2     | 0        | 20    | 19       | 6.33     | 1.44    |
| 2015      | TEX       | 33    | 0     | 0     | 0     | 0        | 0     | 0     | 0        | 0           | ----  | 272   | 64.0     | 66       | 5           | 20       | 1     | 1        | 45       | 1     | 0        | 33    | 32       | 4.50     | 1.34    |
| 2016      | 日本ハム  | 37    | 14    | 0     | 0     | 0        | 8     | 8     | 0        | 6           | .500  | 452   | 103.2    | 102      | 7           | 47       | 4     | 4        | 71       | 2     | 0        | 48    | 42       | 3.65     | 1.44    |
| 2017      | TEX       | 2     | 0     | 0     | 0     | 0        | 0     | 0     | 0        | 0           | ----  | 31    | 5.2      | 14       | 1           | 0        | 0     | 0        | 1        | 1     | 0        | 9     | 9        | 14.29    | 2.47    |
| 2018      | CHC       | 16    | 0     | 0     | 0     | 0        | 0     | 0     | 0        | 3           | .---  | 62    | 15.1     | 18       | 1           | 3        | 0     | 0        | 14       | 2     | 0        | 6     | 5        | 2.93     | 1.37    |
| 2019      | SEA       | 44    | 0     | 0     | 0     | 0        | 2     | 4     | 5        | 6           | .333  | 189   | 48.0     | 30       | 5           | 17       | 2     | 1        | 43       | 6     | 0        | 20    | 19       | 3.56     | 0.98    |
| 2020      | TOR       | 26    | 0     | 0     | 0     | 0        | 2     | 3     | 7        | 4           | .400  | 100   | 25.2     | 17       | 2           | 9        | 2     | 0        | 21       | 0     | 0        | 13    | 10       | 3.51     | 1.01    |
| 2021      | MIA       | 70    | 1     | 0     | 0     | 0        | 3     | 9     | 0        | 19          | .250  | 260   | 61.1     | 55       | 11          | 24       | 6     | 3        | 58       | 0     | 0        | 33    | 26       | 3.82     | 1.29    |
| 2022      | MIA       | 45    | 0     | 0     | 0     | 0        | 2     | 3     | 0        | 16          | .400  | 173   | 44.2     | 32       | 1           | 10       | 0     | 0        | 45       | 1     | 0        | 10    | 7        | 1.41     | 0.94    |
| 2022      | TOR       | 28    | 0     | 0     | 0     | 0        | 2     | 0     | 0        | 7           | 1.000 | 102   | 25.2     | 19       | 5           | 10       | 1     | 0        | 28       | 1     | 0        | 5     | 5        | 1.75     | 1.13    |
| '22計     | TOR       | 73    | 0     | 0     | 0     | 0        | 4     | 3     | 0        | 23          | .571  | 275   | 70.1     | 51       | 6           | 20       | 1     | 0        | 73       | 2     | 0        | 15    | 12       | 1.54     | 1.01    |
| 2023      | TOR       | 22    | 0     | 0     | 0     | 0        | 0     | 0     | 0        | 1           |       | 88    | 20.0     | 19       | 3           | 9        | 2     | 0        | 19       | 1     | 0        | 12    | 11       | 4.95     | 1.40    |
| MLB：12年 | MLB：12年 | 382   | 19    | 1     | 0     | 1        | 16    | 28    | 15       | 65          | .364  | 2198  | 524.2    | 483      | 57          | 189      | 23    | 9        | 416      | 26    | 1        | 255   | 228      | 3.91     | 1.28    |
| NPB：1年  | NPB：1年  | 37    | 14    | 0     | 0     | 0        | 8     | 8     | 0        | 6           | .500  | 452   | 103.2    | 102      | 7           | 47       | 4     | 4        | 71       | 2     | 0        | 48    | 42       | 3.65     | 1.44    |

- 2023年度シーズン終了時

### 表彰
NPB
- 日本シリーズ優秀選手賞：1回（2016年）

### 背番号
- 45（2011年 - 2014年、2018年）
- 63（2015年）
- 52（2016年、2019年 - 2023年）
- 60（2017年）